# دانشگاه پلیموث
دانشگاه پلیموث (به انگلیسی: University of Plymouth) یک دانشگاه دولتی در جنوب غربی انگلستان‌است. این دانشگاه ۲۶٬۹۳۰ دانشجو دارد و از نظر تعداد کل دانش‌جویان شانزدهمین دانشگاه بزرگ انگلستان (از جمله دانشگاه آزاد انگلستان)است. کارکنان دانشگاه پلیموث ۲٬۹۰۵ نفرند. پردیس اصلی این نهاد در شهر پلیموث در ساحل دوون است، ولی این دانشگاه دارای دانشکده‌ها و کالج‌های وابسته در سراسر جنوب غرب انگلستان‌است.
در حالی که این دانشگاه از ماه ژوئن سال ۲۰۱۱ میلادی در نتیجهٔ بازسازی‌های گسترده با نام جدید دانشگاه پلیموث (به انگلیسی: Plymouth University) تعریف و شناخته شده، نام رسمی و قانونی آن به عنوان دانشگاه پلیموث باقی می‌ماند.

## تاریخچه
دانشگاه پلیموث در اصل یک مؤسسهٔ پلی تکنیک بود که بدنهٔ اصلی آن راپلی تکنیک پلیموث، کالج رل، و کالج هنر و طراحی اکستر تشکیل می‌دادند. قبل از آوریل سال ۱۹۸۹، کالج هنر و طراحی اکستر توسط انجمن شورای شهر دوون و کالج سیل-هین که قبل از آوریل ۱۹۸۹ یک مؤسسهٔ خیریهٔ مستقل بود اداره و گردانده می‌شد. در سال ۱۹۸۹ این پلی تکنیک به پلی تکنیک جنوب غربی تغییر نام داد و تا زمانی که در سال ۱۹۹۲ همراه با پلی تکنیک‌های دیگر مرتبهٔ دانشگاهی به دست آورد به همین نام باقی ماند. دانشگاه جدید، دانشکدهٔ مطالعات دریایی پلیموث را نیز به خود پیوست.
در سال ۲۰۰۶ در محوطهٔ دانشگاه پلیموث، بخشی از باقی‌مانده‌های جنگ جهانی دوم در رابطه با حملهٔ هوایی به پناهگاه میدان پورتلند دوباره کشف شد. در شب ۲۲ آوریل ۱۹۴۱، در جریان یک حملهٔ رعد آسا، برخورد یک بمب به این پناه گاه باعث کشتن بیش از ۷۰ غیرنظامی، از جمله یک مادر و شش فرزند او شده بود. در این پناهگاه تنها سه کودک زنده مانده بودند.
در اکتبر ۲۰۰۸ دانشگاه پلیموث توسط «انجمن سلطنتی آماری بریتانیا» به عنوان مرکز آموزشی آن نهاد برای آموزش و پرورش آماری برگزیده شد. اکنون دوره‌های در کسب و کار دریایی، مهندسی دریایی، زیست‌شناسی دریایی، و زمین، اقیانوس و علوم محیط زیست در آنجا ارائه می‌شود.